# Glaucium pulchrum
Glaucium pulchrum är en vallmoväxtart som beskrevs av Otto Stapf. Glaucium pulchrum ingår i Hornvallmosläktet som ingår i familjen vallmoväxter. Inga underarter finns listade i Catalogue of Life.